# Ministerstwo Transportu (Polska)

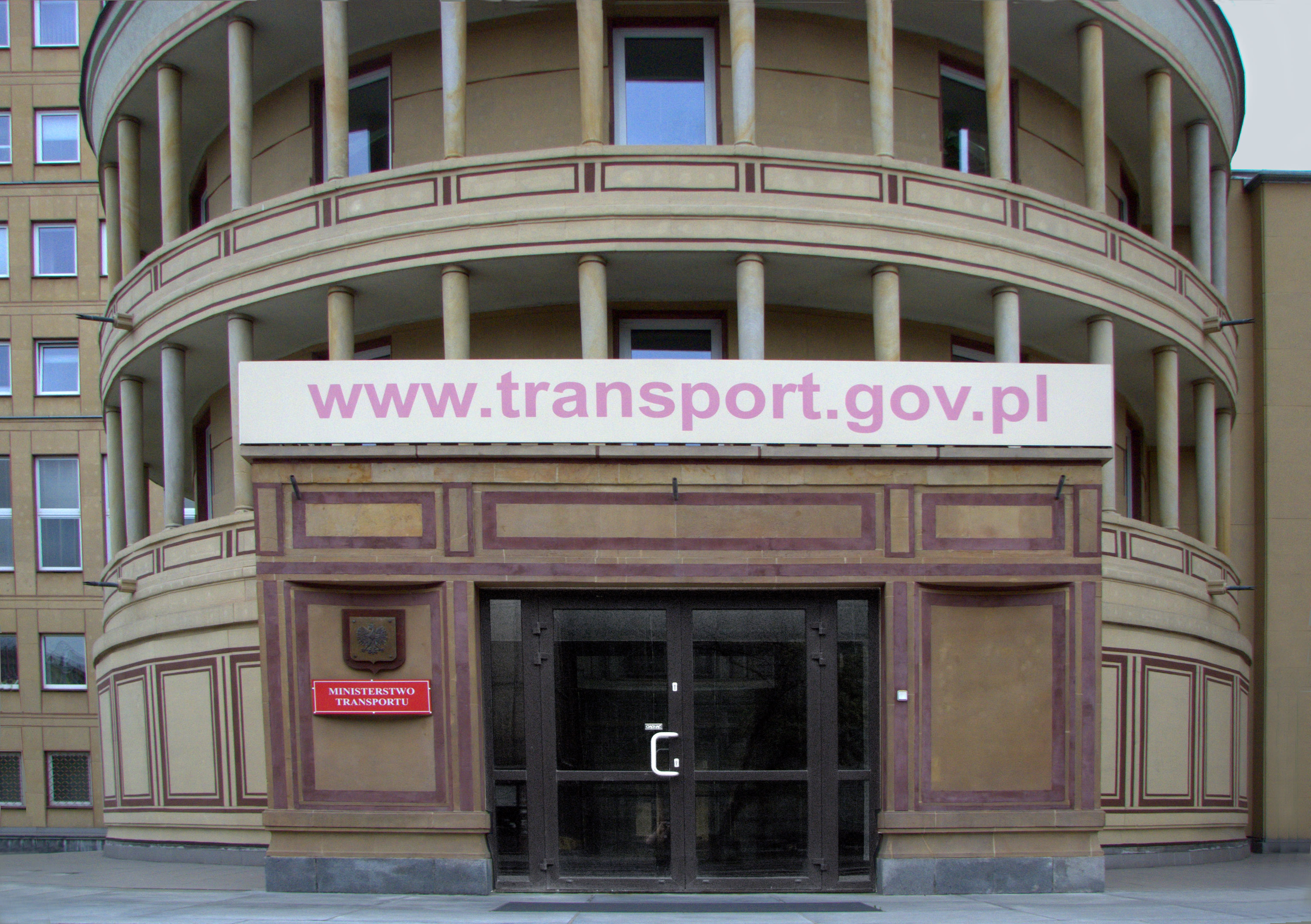
Wejście główne

Ministerstwo Transportu (MT) – polskie ministerstwo istniejące od 5 maja 2006 do 16 listopada 2007.

## Powstanie i likwidacja
Ministerstwo zostało utworzone rozporządzeniem Rady Ministrów z 5 maja 2006 w wyniku rekonstrukcji rządu Kazimierza Marcinkiewicza. Przejęło część uprawnień dotyczących transportu z podzielonego Ministerstwa Transportu i Budownictwa.
16 listopada 2007 Rada Ministrów zlikwidowała Ministerstwo Transportu. Zakres jego kompetencji włączono do nowo powołanego Ministerstwa Infrastruktury.

## Kompetencje Ministra Transportu
Właściwością Ministra Transportu było kierowanie działem administracji rządowej „transport”, obejmującym sprawy:
- funkcjonowania oraz rozwoju transportu, w szczególności budowy, modernizacji, utrzymania i ochrony dróg publicznych, w tym autostrad, oraz kolei, lotnisk i portów lotniczych,
- ruchu drogowego i lotniczego,
- żeglugi śródlądowej,
- przewozu osób i rzeczy środkami transportu,
- transportu zbiorowego w miastach.

Ponadto minister sprawował nadzór nad Agencją Budowy i Eksploatacji Autostrad oraz Głównym Inspektorem Kolejnictwa. Podlegał mu Generalny Dyrektor Dróg Publicznych oraz organy nadzoru nad lotnictwem cywilnym. Był również władzą żeglugową w rozumieniu odrębnych przepisów.

## Ministrowie Transportu
- 5 maja 2006 – 7 września 2007 – Jerzy Polaczek (PiS)
- 7 września 2007 do 12 września 2007 – wakat na urzędzie, obowiązki ministra pełnił Prezes Rady Ministrów Jarosław Kaczyński (PiS)[2]
- 12 września 2007 do 16 listopada 2007[3] – Jerzy Polaczek (PiS) (po raz drugi)

## Ostatnie kierownictwo ministerstwa
- poseł PiS Jerzy Polaczek – minister transportu od 5 maja 2006 do 7 września 2007 i od 8 września 2007 do 16 listopada 2007; (od 31 października 2005 do 5 maja 2006 minister transportu i budownictwa, od 7 września do 8 września 2007 Sekretarz stanu i kierownik resortu)
- poseł PiS Bogusław Kowalski (RLN) – Sekretarz stanu od 23 maja 2006 do 23 listopada 2007
- Barbara Kondrat – podsekretarz stanu ds. europejskich od 8 maja 2006 do 30 listopada 2007; (od 30 listopada 2007 do 3 kwietnia 2008 podsekretarz stanu w MI, od 11 stycznia 2006 do 6 maja 2006 podsekretarz stanu w MTiB)
- Piotr Stomma – podsekretarz stanu ds. transportu drogowego od 8 maja 2006 do 28 listopada 2007; (od 7 listopada 2005 do 6 maja 2006 podsekretarz stanu w MTiB)
- Eugeniusz Wróbel – podsekretarz stanu ds. transportu lotniczego, telekomunikacji i poczty od 8 maja 2006 do 3 grudnia 2007; (od 7 listopada 2005 do 6 maja 2006 Sekretarz stanu w MTiB)
- Mirosław Chaberek – podsekretarz stanu ds. transportu kolejowego od 8 maja 2006 do 2 stycznia 2008; (od 7 listopada 2005 do 6 maja 2006 podsekretarz stanu w MTiB)

## Ostatni podział organizacyjny
- Departament Budżetu i Finansowania
- Departament Dróg i Transportu Drogowego
- Departament Inwestycji i Analiz Ekonomicznych
- Departament Kolei i Transportu Kolejowego
- Departament Kontroli, Skarg i Wniosków
- Departament Planowania Strategicznego i Polityki Transportowej
- Departament Funduszy Strukturalnych
- Departament Funduszu Spójności
- Departament Poczty
- Departament Prawny
- Departament Rządowego Programu Budowy Dróg i Autostrad
- Departament Spraw Obronnych
- Departament Telekomunikacji
- Departament Transportu Lotniczego
- Departament Współpracy z Zagranicą i Organizacji Międzynarodowych
- Sekretariat Ministra
- Gabinet Polityczny Ministra
- Biuro Audytu Wewnętrznego
- Biuro Administracyjne
- Biuro Dyrektora Generalnego
- Biuro Informacji i Promocji
- Biuro Ochrony Informacji Niejawnych
- Państwowa Komisja Badania Wypadków Lotniczych
- Sekretariat Krajowej Rady Bezpieczeństwa Ruchu Drogowego

## Podległe agencje
- Urząd Komunikacji Elektronicznej
- Urząd Lotnictwa Cywilnego
- Urząd Transportu Kolejowego
- Generalna Dyrekcja Dróg Krajowych i Autostrad
- PKP S.A.

## Siedziba
W latach 1918–1931 siedzibą resortu komunikacji był wybudowany w 1827 budynek mieszczący się na rogu ul. Nowy Świat 14 i al. 3 Maja (obecnie Al. Jerozolimskie), w którym wcześniej – po powstaniu listopadowym – zlokalizowana była Izba Obrachunkowa, a następnie w okresie I wojny światowej (1915-1918) niemiecka Kolej Przewozów Wojskowych, Dyrekcja Generalna Warszawa (Militäreisenbahn – Generaldirektion Warschau). Jeszcze wcześniej pałac Szczęsnego Potockiego (od XVIII w.).
W latach 1947–1951 w tym miejscu powstała siedziba KC PZPR (obecnie Centrum Bankowo-Finansowe „Nowy Świat”). W 1932 resort komunikacji przeniesiono się do wybudowanego w latach 1929–1931 dla Ministerstwa Robót Publicznych gmachu według projektu Rudolfa Świerczyńskiego przy ul. Chałubińskiego 4-6, w którym resort zmieniając niejednokrotnie swoją nazwę i kompetencje mieści się z przerwą na okres II wojny światowej (1939-1945), do dziś. W latach 1948–1950 kompleks gmachów znacznie rozbudowano według projektu Bohdana Pniewskiego. Część wysokościową można uznać za pierwszy wieżowiec wybudowany w Warszawie, jak i prawdopodobnie w całym kraju po II wojnie światowej. W latach 1945–2000 z tego budynku zarządzano Polskimi Kolejami Państwowymi. Obecnie mieści się tu również Urząd Transportu Kolejowego i Główna Biblioteka Komunikacyjna w Warszawie.